# Colombia (cocktail)
Pour les articles homonymes, voir Colombia.
Un Colombia (Colombie, en espagnol) est un cocktail à base de vodka, curaçao bleu, sirop de grenadine, jus de citron, et jus d'orange.

## Description

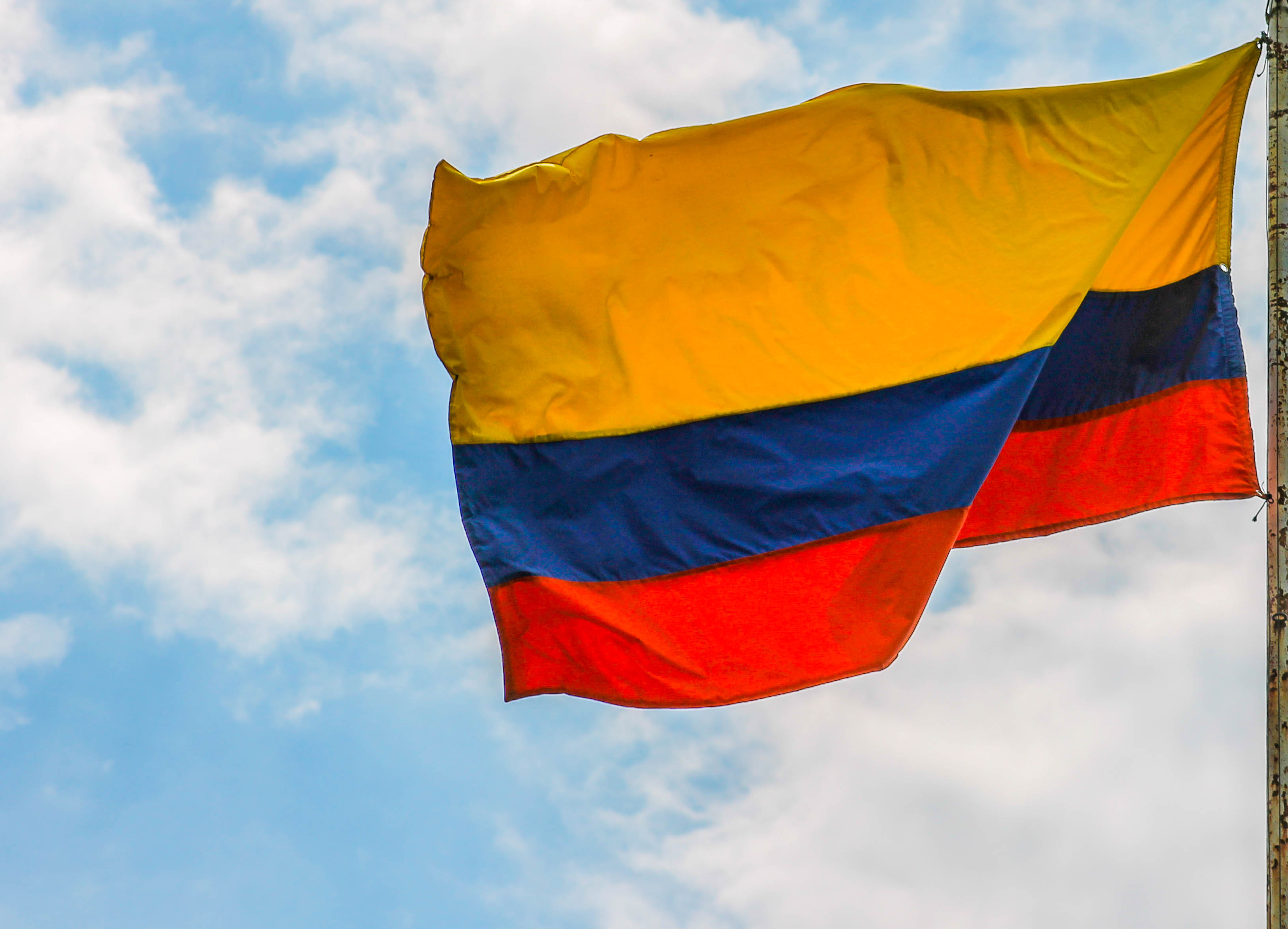
Drapeau de la Colombie

Ce cocktail fruité est baptisé du nom de la Colombie en Amérique du Sud, rapport aux trois couleurs jaune, bleu et rouge du drapeau national colombien. 
Comme dans de nombreux autres cocktails dont les Tequila sunrise, Bob Marley (cocktail), ou B-52..., l'effet esthétique de stratification des couleurs est obtenu par la différence de densité et de température des ingrédients précautionneusement versés sur une cuillère.

## Ingrédients et préparation
- 4 cl de vodka
- 2 cl de curaçao bleu
- 2 cl de sirop de grenadine
- 2 cl de jus de citron
- 12 cl jus d'orange

Versez la grenadine dans un verre à cocktail, puis ajouter délicatement sans le mélanger le curaçao le long du verre sur une cuillère (ou sur des couches successives de glace pilée) puis ajouter le mélange au shaker de la vodka, jus de citron et jus d'orange, avec quelques glaçons